# 191

## Събития
- Консули са Попилий Педон Апрониан и Марк Валерий Брадуа Маврик.